# Акворт
Акворт (англ. Acworth) — місто (англ. city) в США, в окрузі Кобб штату Джорджія. Населення — 22 440 осіб (2020). Має прізвисько «місто озер».
Сучасну назву місто отримало 1843 року від інженера Western and Atlantic Railroad Джозефа Л. Грегга (Joseph L. Gregg), який назвав його на честь своєї батьківщини Акворта, розташованого в Нью-Гемпширі, який, у свою чергу, був названий на честь англійського лорда Акворта.

## Географія
Акворт розташований за координатами 34°3′23″ пн. ш. 84°40′3″ зх. д. / 34.05639° пн. ш. 84.66750° зх. д. (34.056421, -84.667457).  За даними Бюро перепису населення США в 2010 році місто мало площу 22,73 км², з яких 21,35 км² — суходіл та 1,37 км² — водойми. В 2017 році площа становила 24,47 км², з яких 22,67 км² — суходіл та 1,80 км² — водойми.

## Демографія
Згідно з переписом 2010 року, у місті мешкало 20 425 осіб у 7656 домогосподарствах у складі 5234 родин. Густота населення становила 899 осіб/км².  Було 8360 помешкань (368/км²).
Расовий склад населення:
| - 62,5 % — білих - 25,6 % — чорних або афроамериканців - 3,5 % — азіатів - 0,3 % — корінних американців - 0,1 % — вихідців з тихоокеанських островів - 5,0 % — осіб інших рас |

До двох чи більше рас належало 3,1 %. Частка іспаномовних становила 12,4 % від усіх жителів.
За віковим діапазоном населення розподілялося таким чином: 28,2 % — особи молодші 18 років, 63,6 % — особи у віці 18—64 років, 8,2 % — особи у віці 65 років та старші. Медіана віку мешканця становила 33,4 року. На 100 осіб жіночої статі у місті припадало 90,7 чоловіків;  на 100 жінок у віці від 18 років та старших — 86,4 чоловіків також старших 18 років.
Середній дохід на одне домашнє господарство  становив 61 569 доларів США (медіана — 53 080), а середній дохід на одну сім'ю — 65 937 доларів (медіана — 55 263). Медіана доходів становила 41 720 доларів для чоловіків та 41 359 доларів для жінок. За межею бідності перебувало 9,6 % осіб, у тому числі 13,8 % дітей у віці до 18 років та 11,3 % осіб у віці 65 років та старших.
Цивільне працевлаштоване населення становило 10 749 осіб. Основні галузі зайнятості: освіта, охорона здоров'я та соціальна допомога — 22,5 %, мистецтво, розваги та відпочинок — 13,4 %, науковці, спеціалісти, менеджери — 12,6 %, роздрібна торгівля — 12,4 %.